# Jefthon
Jefthon Ferreira de Sena (* 3. ledna 1982, Itabuna) známý jako Jefthon, je bývalý brazilský fotbalista, který hrál na pozici levého obránce.

## Klubová kariéra
S fotbalem začal v rodné Brazílii, ze které se přesunul do Evropy.

### SFC Opava
Jeho prvním evropským angažmá byla Opava, do které přišel za 20 tisíc eur. Za jednu sezonu odehrál 24 zápasů a vstřelil dvě branky.

### FK Kubáň Krasnodar
Ruskému klubu pomohl vrátit se do nejvyšší soutěže. Dvakrát odsud hostoval v Amuru Blagověščensk a v Spartaku Nalčik.

### FK Rubin Kazaň
Do Kazaně přišel v roce 2008. Debut v Premier Lize si připsal 5. července 2008 proti Samaře, kdy v 81. minutě střídal a zápas skončil nerozhodně 2:2. Stal se ruským mistrem, ale nastoupil pouze ve dvou ligových zápasech.

### NK Záhřeb
Dne 24. září 2009 podepsal kontrakt v Záhřebu. Premiéru v lize si připsal v říjnu 2009 v zápase proti NK Karlovac, který skončil bezbrankovou remízou. Prvního gólu se dočkal 28. listopadu téhož roku, kdy proti Slavenu Belupo dorovnal na konečný stav 3:3.
Sezonu 2011/12 strávil v Širokem Brijegu. Dne 28. května 2012 se vrátil do Brazílie. Zde hrál za Alagoinhas a Itabuna. Dále hrál za klub Inter Zaprešić, FC Koper a NK Mladost Luka, kde v prosinci 2017 ukončil aktivní kariéru.